# Agylla monoleuca
Agylla monoleuca là một loài bướm đêm thuộc phân họ Arctiinae, họ Erebidae.